# Кулешов, Илья Дмитриевич
Илья Дмитриевич Кулешов (1903, Воронеж — 1944, Воронеж) — советский художник-график, иллюстратор, оформитель.

## Биография
В 1919—1922 годах учился в воронежских Свободных художественных мастерских, его педагоги: С. М. Романович, Н. Х. Максимов. В годы учёбы Илья Дмитриевич под руководством М. М. Беспалова расписывал декорации для Театра драмы, участвовал в 1922 году в организации театра кукол «Вертеп» в Воронеже. Продолжил обучение в Вхутемасе-Вхутеине (1922—1929), учился на литографском отделении графического факультета, (педагог — Николай Николаевич Купреянов). Его дипломна работа — альбом автолитографий «За здоровую смену» (1929). В 1923 году на летних каникулах приехал в свой родной город Воронеж, был оформителем (вместе с Юрием Щукиным) спектакля «Веселый скоморох» в Воронежском театре для детей. После окончания Вхутемаса-Вхутеина Илья Дмитриевич Кулешов работал в детских журналах, в московском учебно-педагогическом издательстве, оформлял выставки.
Был женат на Елене Александровне Афанасьевой, художнице, также выпускнице ВХУТЕМАСа.

## Творчество
Опубликовал в 1922 году свои рисунки в журнале «Искусство и театр» (Воронеж). Является автором работ: «На пляже» (конец 1920-х годов), из альбома «За здоровую смену» (1929): «Лыжник» (совместно с Сухановым Б. Ф.), «Хоккей». Участник выставки революционной и советской тематики (1930). Был оформителем детских книг, среди них книжка «Красная столица» (1930). Занимался агитационно-массовым искусством, создал плакаты: «Да здравствует 25-я годовщина Красной Армии и Военно-Морского Флота!» (совместно С. Мурашовым, 1943), «Указ Президиума Верховного Совета СССР об учреждении ордена Славы I, II и III степени» (1944). Плакат Ильи Дмитриевича «Больше металла!» (вместе М. М. Малкиным, 1930) в 1932 году был воспроизведён в книге «За большевистский плакат».
Работы хранятся в Государственном музее изобразительных искусств имени А. С. Пушкина, картинной галерее города Красноармейска, в Воронежском областном художественном музее имени И. Н. Крамского, плакаты находятся в Российской государственной библиотеке и в частной коллекции советского плаката за рубежом (Великобритания).

## Галерея
Работы художника, иллюстратора Кулешова Ильи Дмитриевича.

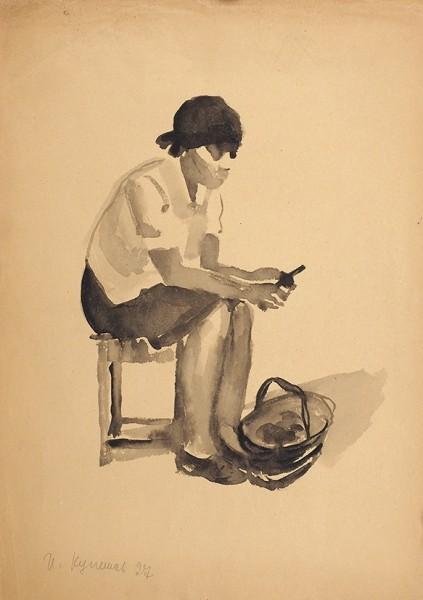
За работой
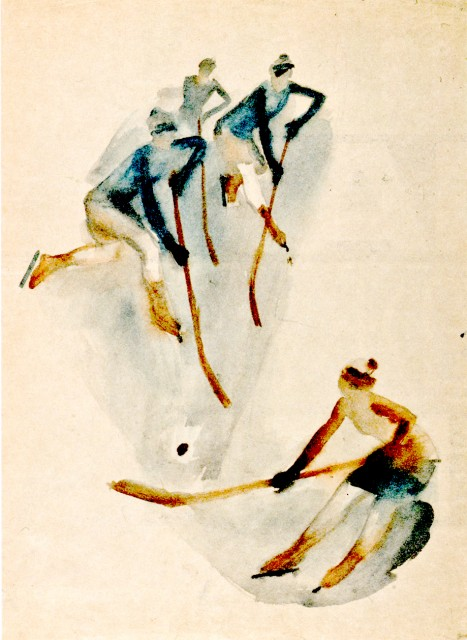
Хоккей
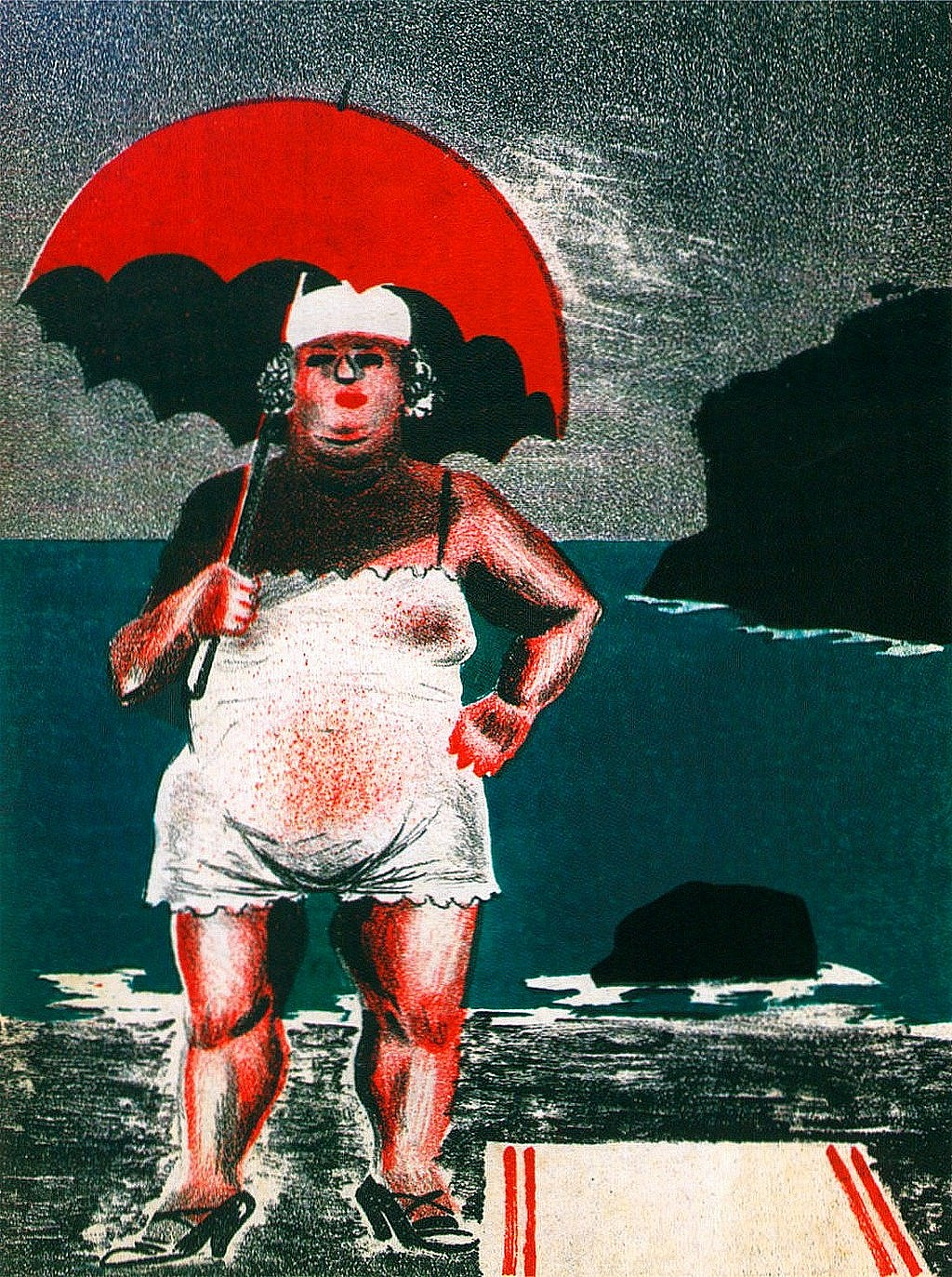
На пляже
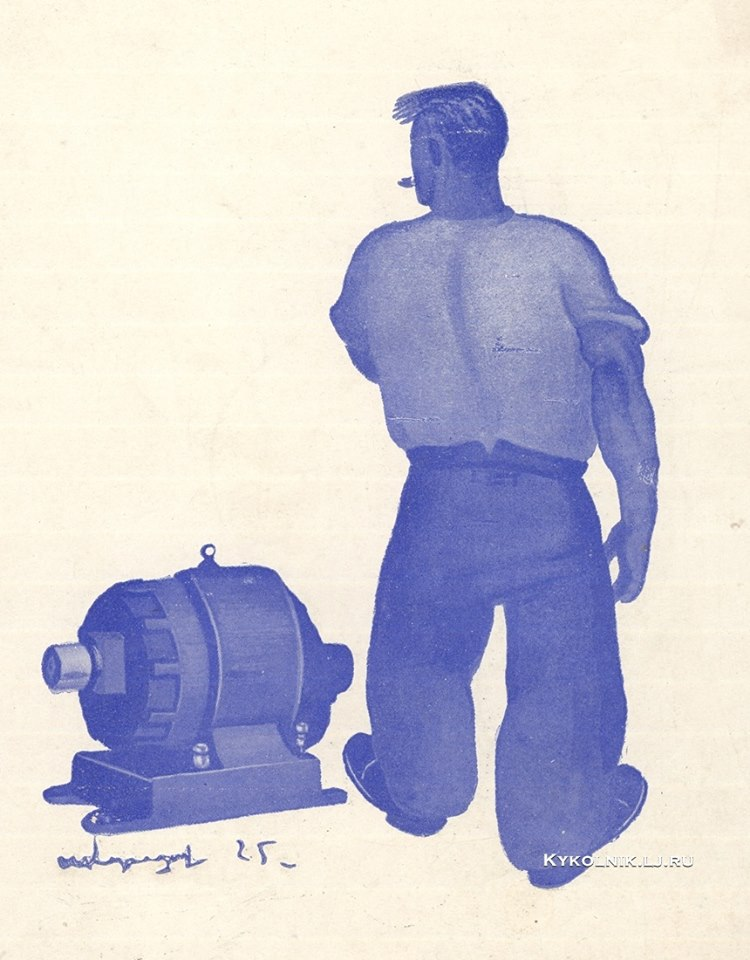
Рабочий

Иллюстрации из книги «Красная столица».

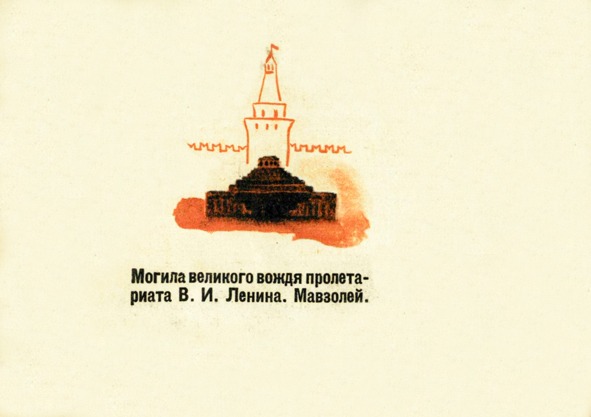
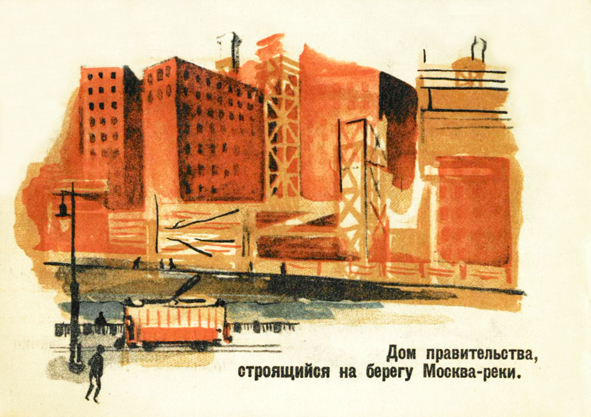
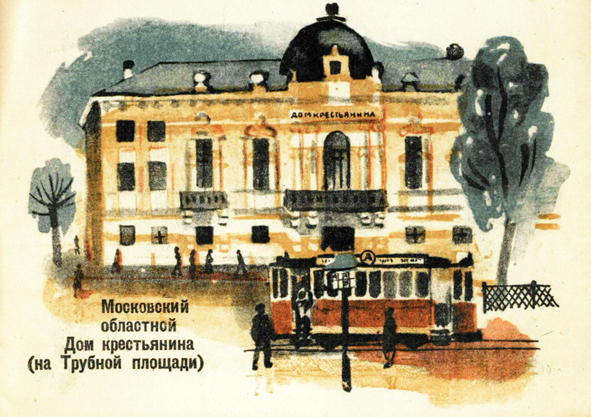
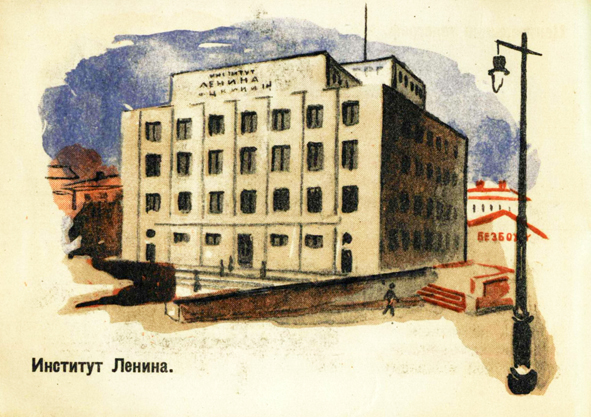
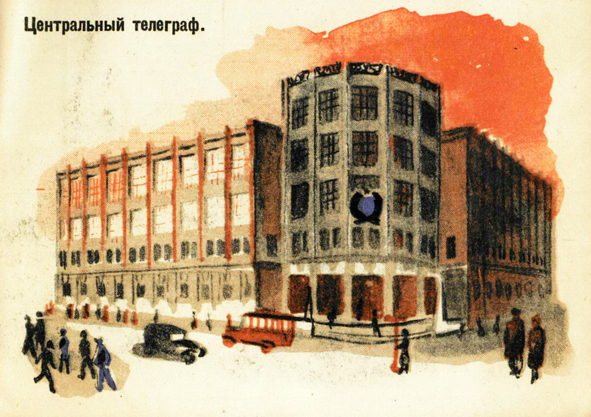
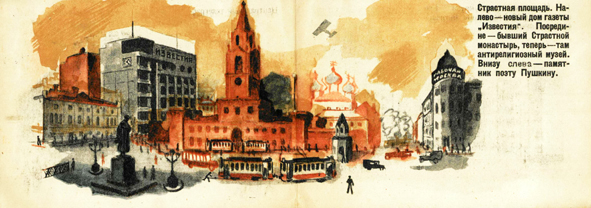
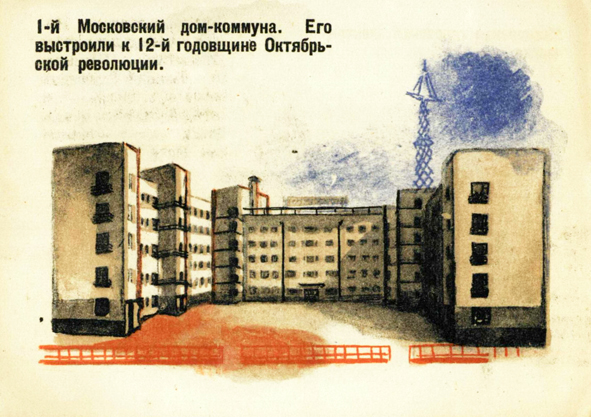
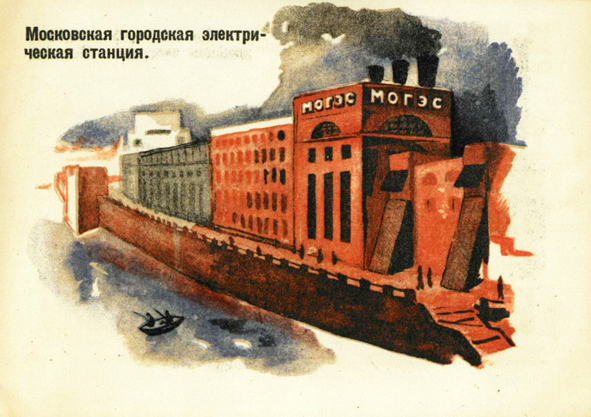
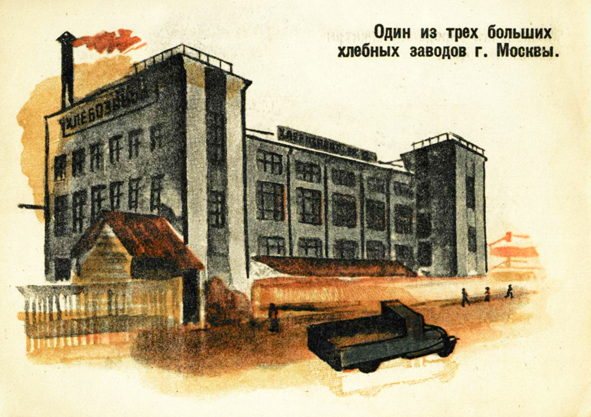
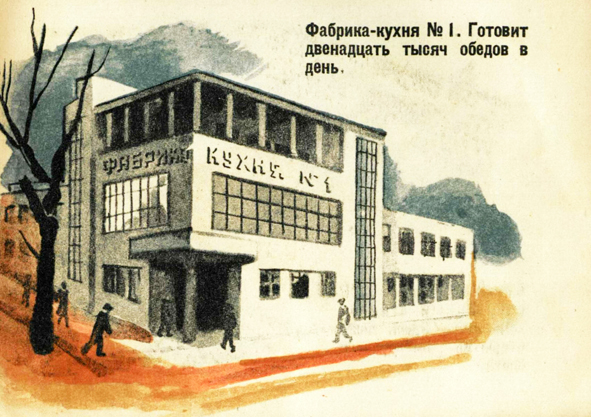
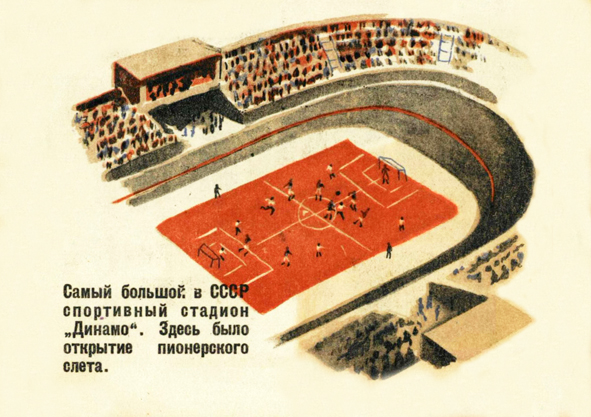
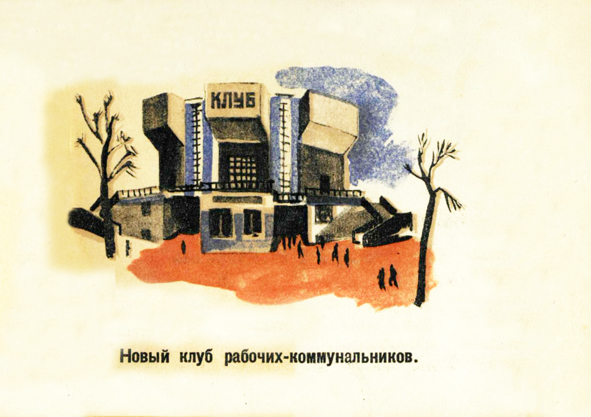
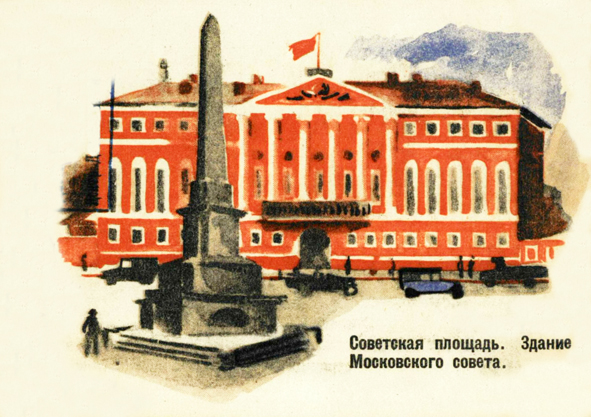